# Васильев, Юрий Васильевич (скульптор)
Юрий Васильевич Васильев-MON (7 апреля 1925, Москва — 29 октября 1990, Москва) — советский художник и скульптор.

## Биография
В 1940 году поступил в Московское художественное училище памяти 1905 года, учился у Антона Чиркова.
В 1942—1945 гг. курсант Иркутского авиационного училища.
Затем вернулся в Училище памяти 1905 года, но уже на театральный факультет под руководство Виктора Шестакова.
Окончив училище в 1947 году, продолжил образование в Московском институте прикладного и декоративного искусства (1948—1952), а затем в Московском государственном художественном институте им. В. И. Сурикова (1948—1953) у Василия Ефанова. Неформальным образом учился у Евгения Кропивницкого.
С 1954 года — член Московского Союза художников.
Участвовал в выставке «30 лет МОСХ» (1962), подвергшейся разгрому руководителем советского государства Н. С. Хрущёвым. По приглашению Юрия Любимова оформил ряд спектаклей в Театре на Таганке.
В 1970-е гг. много работал как скульптор, в том числе в области городской скульптуры.
В 1980 г. снял посмертную маску Владимира Высоцкого и сделал слепок его левой руки.
Член Союза художников СССР.
Персональные выставки состоялись в 1993 и 2003 гг.